# Saint-Pardoux-Corbier
 Saint-Pardoux-Corbier  là một xã thuộc tỉnh Corrèze trong vùng Nouvelle-Aquitaine miền trung Pháp.